# Voo 350 da Japan Air Lines
Japan Air Lines Flight 350
日本航空350便
O voo 350 da Japan Air Lines era um McDonnell Douglas DC-8-61, registrado JA8061, em um voo doméstico regular de passageiros de Fukuoka, Prefeitura de Fukuoka, para Tóquio, no Japão.  O avião caiu em 9 de fevereiro de 1982 ao se aproximar do Aeroporto de Haneda, na Baía de Tóquio, resultando em 24 mortes.  O voo 350 foi o primeiro acidente da Japan Air Lines na década de 1980.  A investigação atribuiu a causa do acidente às ações deliberadas do capitão.

## Fundo

### Aeronave
A aeronave envolvida era um McDonnell Douglas DC-8-61 registrado como JA8061. Foi fabricado pela McDonnell Douglas em 1967 e, em seus 15 anos de serviço, registrou 36.955 horas de operação. Estava equipado com quatro motores Pratt & Whitney JT3D-3B . 

### Equipe
A tripulação era composta pelo capitão Seiji Katagiri (片桐 清二Katagiri Seiji ), de 35 anos, pelo primeiro oficial Yoshifumi Ishikawa, de 33 anos, e pelo engenheiro de voo Yoshimi Ozaki, de 48 anos.  A causa do acidente foi atribuída à queda deliberada do avião por Katagiri.

## Voo

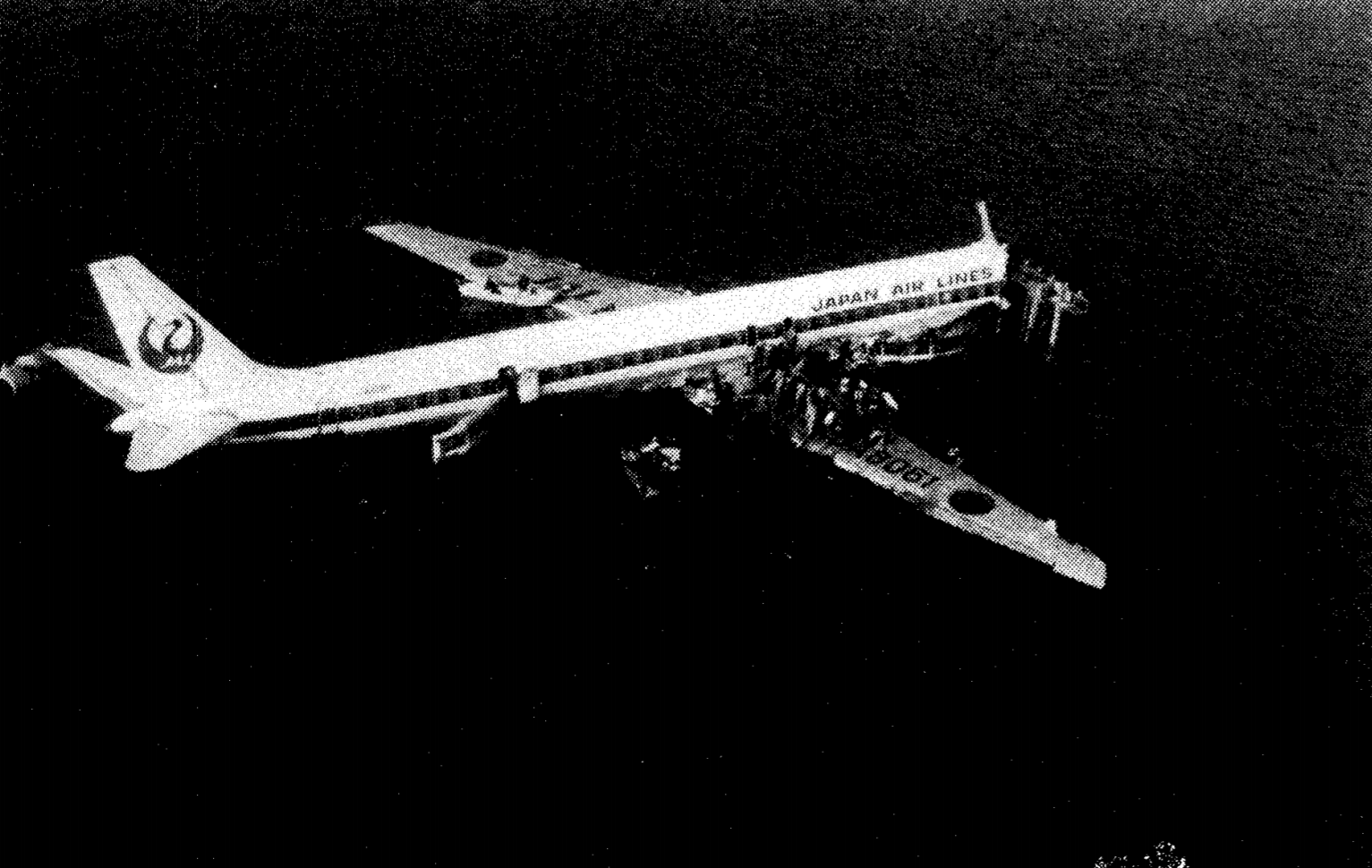
Outro ângulo da aeronave envolvida

Um relatório afirma que o capitão acionou os reversores de empuxo dos motores internos durante o voo.   Outro relatório afirma que, durante a descida, Katagiri "cancelou o piloto automático, empurrou os controles para a frente e retardou os aceleradores para marcha lenta".  Ishikawa e Ozaki trabalharam para conter Katagiri e recuperar o controle.  Apesar dos esforços, a descida do DC-8 não pôde ser completamente controlada e ele pousou em águas rasas a 510 metros (1.673 pés) da pista. Durante o acidente, a seção da cabine do DC-8 se separou do resto da fuselagem e continuou a viajar por vários metros antes de parar. 
Entre os 166 passageiros e 8 tripulantes, 24 morreram. Após o incidente, Katagiri, uma das primeiras pessoas a apanhar um barco de resgate, disse aos socorristas que era um funcionário de escritório para evitar ser identificado como o capitão.  Mais tarde, descobriu-se que Katagiri sofria de esquizofrenia paranóica  antes do incidente, o que resultou em ele ser considerado inocente por motivo de insanidade .  Os investigadores do governo japonês atribuíram o incidente à falta de exames médicos adequados que permitiram que Katagiri voasse.  

## Consequências
Katagiri já recebeu alta dos cuidados psiquiátricos. 

## Links externos
- Relatório Final de Acidente – Comissão de Investigação de Acidentes Aeronáuticos (em japonês)

Predefinição:JAL Group